# بيت الدين
بيت الدين هي بلدة لبنان لبنانية تقع في محافظة جبل لبنان قضاء الشوف. كانت عاصمة إمارة الشهابيين أنشأها الأمير بشير الثاني الشهابي في القرن التاسع عشر. يقع بها قصر بيت الدين العريق الذي يعتبر المقر الصيفي لرئاسة الجمهورية ويقام في باحته مهرجان فني سنوي. في عام 2010 كانت البلدة لديها 1,613 ناخباً مسجلاً وسكانها من المسيحيين في الغالب من أتباع الطوائف المارونية والملكانية والأرثوذكسية الشرقية.

## موقعها
تبعد بيت الدين حوالي 40 كيلومتراً عن العاصمة بيروت وترتفع نحو 850 مترًا عن سطح البحر يبلغ عدد سكانها حوالي 9,500 نسمة.

## أهم آثارها

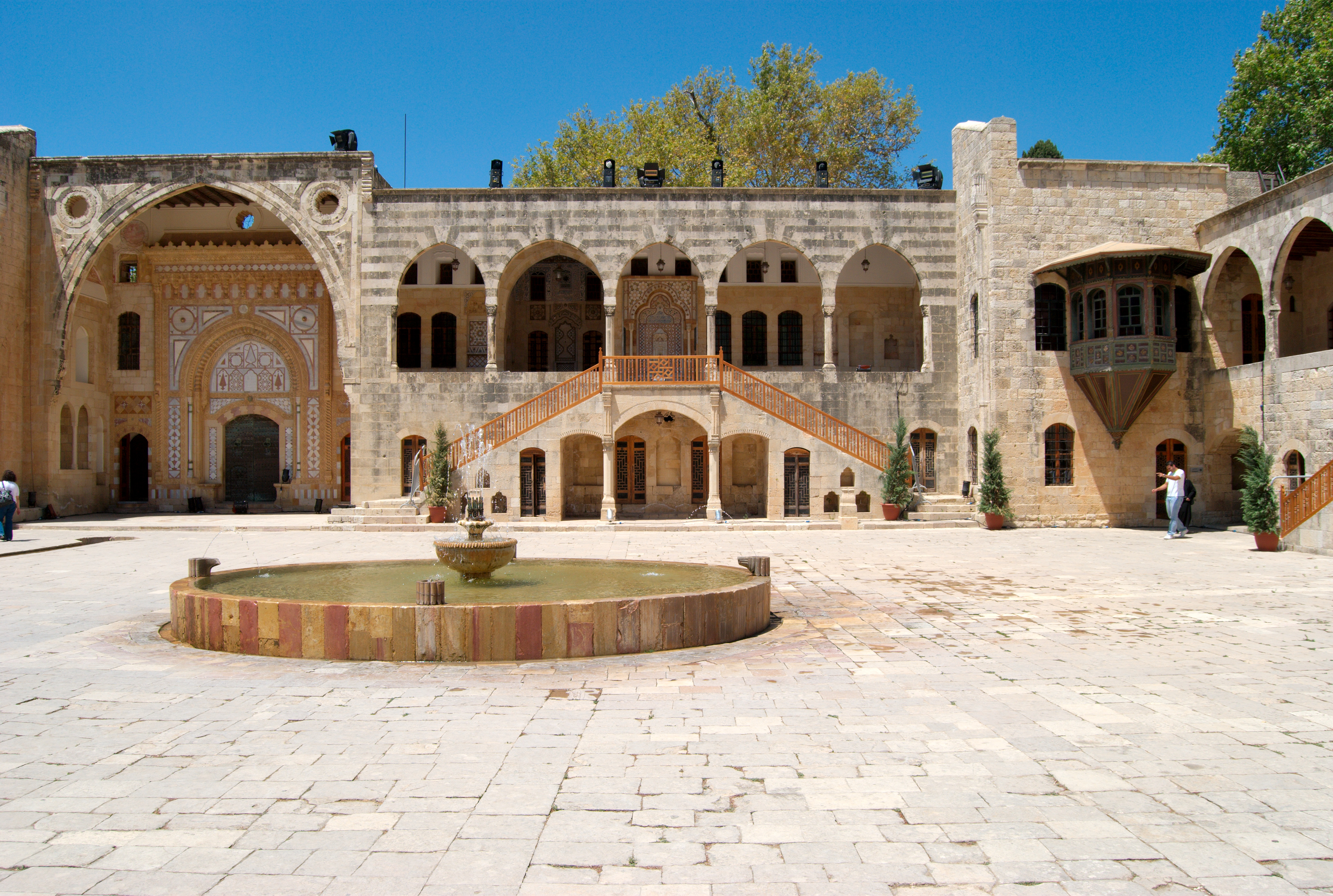
باحة قصر بيت الدين

يعتبر قصر بيت الدين من أهم آثار بلدة بيت الدين، وهو قصر أقامه الأمير بشير الثاني الشهابي الذي حكم جبل لبنان زهاء نصف قرن من الزمن. وهو صرح كبير يلفت الانتباه بجمال بنيانه، ويعتبر هذا القصر من أروع وأجمل نماذج الفن العربي في القرن التاسع عشر، فهو يشكل مزيجاً رائعاً ومتناسقاً من بناء الحجر اللبناني في الخارج ومن الفن الزخرفي الدمشقي في الداخل. شارك في بناء القصر أمهر البنّائين اللبنانيين وهم رستم ويوسف مجاعص من بلده الشوير، وانضم إليهم عدد من المهندسين الأوروبيين والعمال المهرة القادمين من دمشق وذلك لصنع الفسيفساء وصقل الرخام المستورد من فلورنسا في إيطاليا، واستغرق بناء هذا القصر بقاعاته الواسعه وأبراجه المربعة عشرات السنوات بما في ذلك زخرفته وما أضيف إليه من تحسينات في البناء، وقد زيّنت القاعات بنقوش هندسية جميلة وزخارف ملونة ُكتب عليها حِكم وأمثال عربية قديمة. وقد اشتهر القصر بحدائقه الجميلة وبساحة فسيحه تدعى «الميدان» كانت تقام فيها فيها حفلات الفروسية واستعراض الجيش.
والآن قصر بيت الدين هو المقر الصيفي لرئاسه الجمهورية، كما يقام به سنوياً مهرجان ثقافي هو مهرجان بيت الدين.
ملكية القصر: النزاع الشهير الذي عرض على المحكمة الشرعية في بيروت حول ملكية قصر بيت الدين وخلاصته: أن الأمير بشير الشهابي الثاني بعد أن شعر بأن كرسي الحكم يتهاوى تحته، وبدنو أجل الإمارة بعد أن لمس اضطراب أحوالها، وكانت سحب الثورة تتجمع في سماء لبنان لدى مختلف الفئات ولأسباب مختلفة منذ أوائل سنة 1839م، فأراد أن يؤمن أمواله وممتلكاته وسط الفوضى التي كانت محيطة به، وتحصينها عن طريق وقفها، لما كان سائداً من أن في الوقف حماية لأموال الواقف من المصادرة. فأرسل وكيله الشيخ مصطفى آغا ابن عبد الغني فتح الله في الثالث والعشرين من شهر صفر الخير سنة 1255هـ / 1839م إلى المحكمة الشرعية في بيروت، فقام هذا الأخير بوكالته عن الأمير بشير بوقف قصر بيت الدين على زوجة الأمير حسن جهان بنت عبد الله جركس ومن بعدها على أولاده.
وبعد نفي الأمير إلى مالطة، ثم استقراره في القسطنطينية ووفاته فيها. تقدمت إبنته الأميرة سعدى بدعوى ضد والدتها حسن جهان بحجة أنها، أي سعدى، أحد المستحقين بالوقف وأن والدتها أهملت حفظ الوقف. وأنكرت حسن جهان كونه وقفاً وادّعت ملكية القصر بدليل أنها باعت من زوج سعدى الأمير سليم بن عبد الله الشهابي ثلاثة قراريط من أصل أربعة وعشرين قيراطاً من الأماكن الموقوفة. فطلبت سعدى اعتبار والدتها متعدية وغاصبة للوقف ومستحقة العزل وبوجوب إبطال البيع. وهنا أدلت حسن جهان بأن الأمير بشير كان قد باعها القصر ووهبها إياه قبل الزمان الذي تدعي فيه سعدى صدور ما ادعته من الوقف. وأن القصر أصبح ملكاً لها ومن بعدها لأولاده الذكور والإناث على الفريضة الشرعية. وأبرزت الست جهان تأييدا لقولها صكاً مضمونه ما ذكر مذيلاً بإمضاء وختم الأمير مؤرخاً في اليوم الحادي والعشرين من شهر شوال سنة 1250 هـ / 1835م. كما أبرزت فتوى من الشيخ محيي الدين اليافي نصها «سؤالاً وجواباً: ما قولكم دام فضلكم فيما إذا وهب زيد داره لزوجته وسلمها لها لتسكنها مدة عمرها وحياتها لا ينازعها منازع ثم من بعد وفاتها يرجع ذلك ميراثاً لأولاده، فهل تكون هذه الهبة صحيحة لازمة ويبطل الشرط وتملك الزوجة الدار الموهوبة بهذه الهبة وتورث عنها وليس له رجوعاً عليها حال حياتها ولا على ورثتها بعد مماتها أم كيف الحال ؟ وفي هذه الصورة لو بعد أن وهب وسلم قد وقف وحبس وأبّد هذه الدار الموهوبة على جماعة معلومين وآخره لجهة برّ لا تنقطع، ومات الواهب المذكور، ثم باعت الزوجة بعضاً شائعاً في الدار الموهوبة.... فهل لو قدمت الزوجة ببينة عادلة على سبق الهبة على الزمان الذي يدعى فيه صدور الوقف يحكم لها بالملك ويبطل الوقف أو كيف الحال أفيدوا ؟...».
الجواب «الحمد لله تعالى، نعم حيث وهب زيد لزوجته الدار المرقومة وسلّمها لها وقال تسكنها مدة عمرها ثم بعد موتها تكون لأولاده، فالهبة جائزة صحيحة وتكون لها ولورثتها من بعدها. ففي فتاوى شيخ الإسلام علي أفندي مفتي الممالك العثمانية نقلاً عن الهداية والعمرى جائزة للمعمر حال حياته ولورثته من بعده. ومعناه أن يجعل داره له عمرى، وإذا مات ترد إليه، فيصح التمليك ويبطل الشرط (انتهى). وفي رد المحتار عن كافي الحاكم الشهيد إذا قال داري هذه لك عمرى تسكنها وسلمها إليه، فهي هبة. وكذا لو قال أعمرتك داري هذه حياتك أو قال أعطيتكها حياتك، وإذا مت فهي لي، وإذا مت فهي لوارثي أي فهي هبة صحيحة والشرط باطل (انتهى). فمن باب أولى إذا صرّح في لفظ الهبة وحيث صحت الهبة، فقد ملكتها. وليس لزوجها الرجوع فيها عليها ولا على ورثتها من بعدها كورثته، لأن من جملة موانع الرجوع في الهبة الزوجية وقت الهبة وكذلك موت أحد المتعاقدين بعد التسليم وإذا أثبتت الزوجة الهبة المرقومة يكون بيعها من عمرو بعضاً شائعاً في الدار الموهوبة لها صحيح نافذ لأنها باعت ما هو ملكها، وإذا ادعى بعض المستحقين بإذن الحاكم الشرعي عليها أو على المشتري منها بأن هذه الدار وقفها زيد المذكور عليهم وأقامت هي بنية شرعية على الهبة والتسليم بتاريخ سابق على الزمان الذي يدعى فيه صدور الوقف من زيد المذكـــور، أو أقامها المشتري الذي تلقى الملك منها في ذلك التاريخ السابق يحكم لها بالملك فيها من حين التاريخ لأنها أثبتته في زمان لا ينازع فيه أحد، وتبين عدم صحة وقف زيد لأنه وقف ما لا يملك لخروجه عن ملكه بالهبة لها، إذ الحكم في الملك المؤرخ حكم على الكافة في وقت التاريخ لا قبله. وصرحوا بأن دعوى الوقف كدعوى الملك كما يعلم ذلك من در المختار وحواشيه وملجأ القضاة وتنقيح الحامدية نقلاً عن البحر والفتاوى الخيرية وغيرها من الكتب المعتبرة المرضية. واتباع الحق أسلم والله سبحانه وتعالى أعلم».
وعندها أحضرت زوجة الأمير شاهدين هما الزنجيان عبد الفتاح وفرج ولدي عبد الله معتوقي الأمير بشير، وشهدا بأن الأمير حال حياته اعترف في الحادي والعشرين من شهر شوال سنة 1252 هـ بأنه قد وهب زوجته القصر. فقبلت شهادتهما وحكم في الثالث والعشرين من شهر ذي الحجة سنة 1273 هـ/1857م بصحة الهبة وأن الوقف لو فرض وقوعه، فهو غير صحيح لأن الواقف وقف ما لا يملك.

## معرض الصور

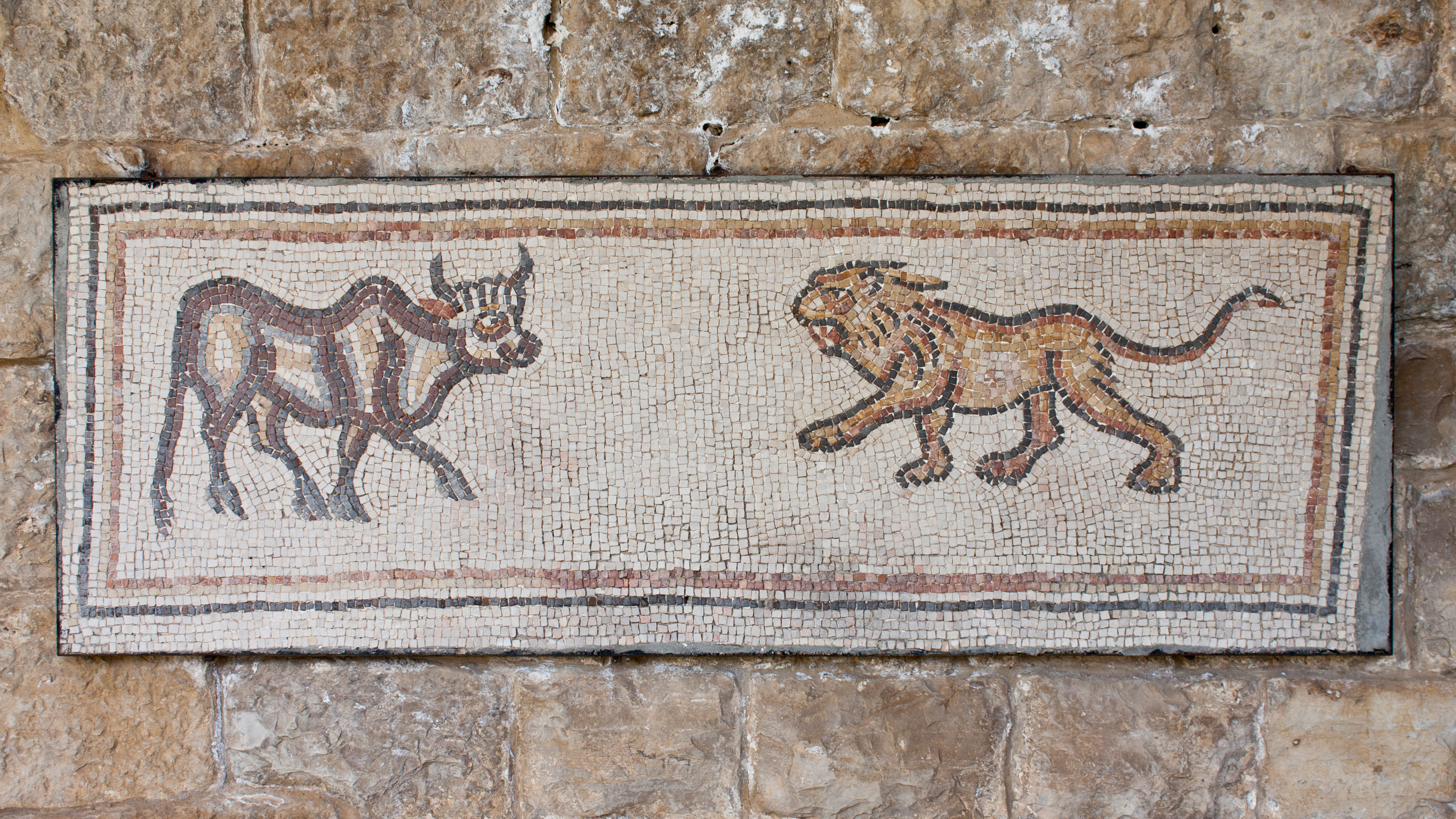
فسيفساء لثور وأسد.
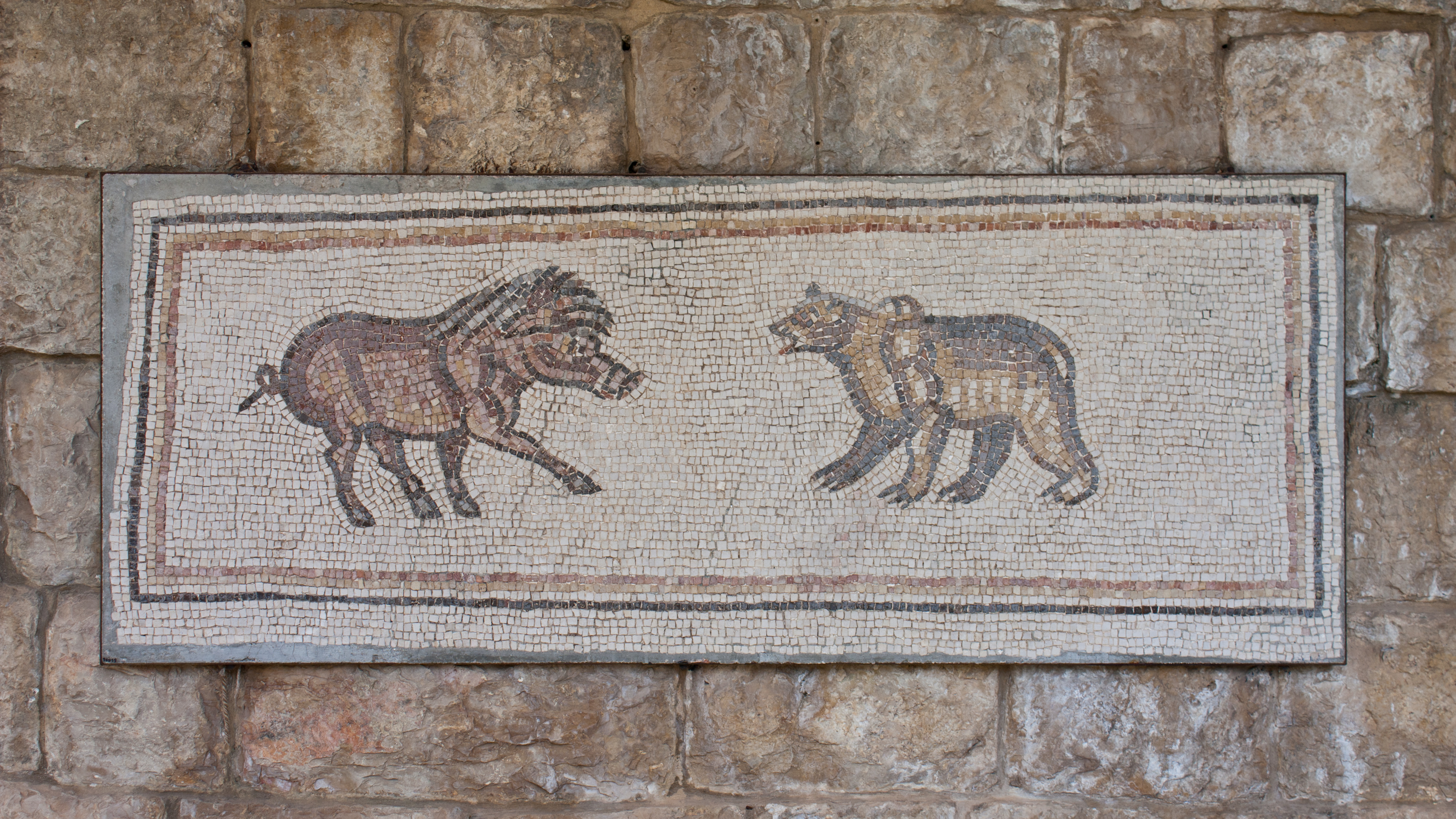
فسيفساء لخنزير بري ودب.
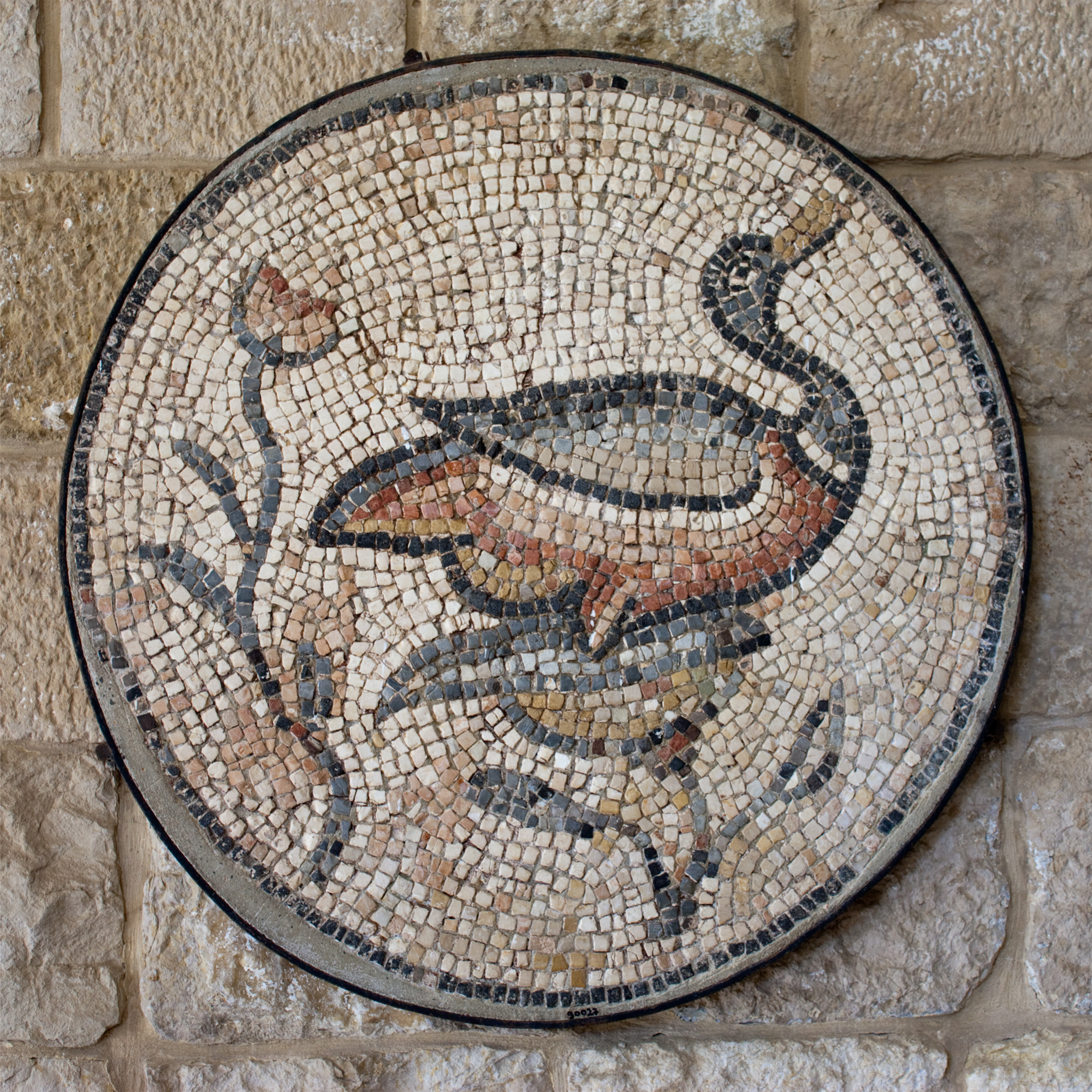
فسيفساء لبطة.